# Jaume Vidal
Jaume Vidal, OSB, (* 1606 in Sant Feliu de Llobregat; † 1689 in Kloster Montserrat) war ein katalanischer Mönch, Musiker, Schriftsteller und Bibelwissenschaftler des  Klosters Montserrat.

## Leben und Werk
Seine musikalische Ausbildung erhielt Vidal im Kloster Montserrat unter anderem bei Jean Marc. Am 25. März 1630 trat er dem Benediktinerorden als Mönch bei. Der Musikwissenschaftler Baltasar Saldoni schildert in seinem Diccionario Biográfico-Bibliográfico de Efemérides de Músicos Españoles von 1868 Vidal als einen der bedeutendsten Männer des Klosters in den Bereichen Musik, Literatur, Kunst und Wissenschaft. Er genoss das absolute Vertrauen seiner Vorgesetzten und war Novizenmeister für die Orte Oña, Santo Domingo de Silos und Cardeña. Er organisierte die Archive der Niederlassung in Tarragona und des Klosters Ripoll. Er intervenierte bei Philipp IV., um die willkürliche Umsiedelung von Mönchen zu beenden. In Sant Pere de Riudebitlles diente er als Prior. Er wurde aufgrund seiner Latein-, Griechisch- und Hebräischkenntnisse aufs höchste geachtet.